# Бессоновка (Белгородская область)
Бессо́новка — село в Белгородском районе Белгородской области. Административный центр Бессоновского сельского поселения.

## История
По данным Мемориального  музея-комплекса дважды Героя Соцтруда Василия Горина, село Бессоновка возникло в первой половине 18 века во время вольно бывшего перехода малороссийских переселенцев. В обнаруженных документах упоминается в 1720-е годы. Но не могло возникнуть раньше 1680-х. (последний татарский набег на Белгородский уезд). http://old-kursk.ru/book/slovohotov/st1908081.html
Верховье реки Уды, у которого основано село Бессоновка, в 16-17 веке было ключевой точкой наблюдения за Муравским шляхом сторожевой службой Московского государства. Это же стратегическое положение села сыграло свою роль в событиях Второй Мировой войны.  
По сути Бессоновку по ее военно-стратегическому положению можно считать "южной Прохоровкой" Белгородской области.  
Современное село Бессоновка делится на две части по Большому логу на слободы Араповка и Бессоновка.   
Территория Араповки, как и соседних хутора Угрим, сел Веселая Лопань и Кобелевка к географическому термину Угрим да Лопин. http://old-kursk.ru/book/slovohotov/st210909.html
Имеется в виду, то  что знаменитая Прохоровка находится севернее Белгорода и ее ключевое положение играло роль в истории Белгорода как в 17 веке, так и в годы Великой Отечественной войны.  
Немецкие войска участвовавшие в Прохоровском сражении были сосредоточены в Бессоновке.  
Однако историческая география не единственное достоинство Бессоновки.   
В 18-19 веке эта малороссийская слобода Белгородского уезда стала ярким образцом крестьянско-дворянского образа жизни. В истории Бессоновки переплелись более 9 дворянских родов, судьбы Пушкина, Лермонтова, Фета и других видных представителей истории государства и культуры Российской империи. В середине 19 века в селе проживало почти 2 тысячи человек. Бессоновка славилась кузнечным, гончарным, ткацким, обувным промыслами, ее представители участвовали в российских и всемирных выставках.   
Таким образом история Бессоновки имеет большой культурный, исторический и туристический потенциал.  
В 1959 году председателем колхоза был избран Горин Василий Яковлевич.

## География
Бессоновка расположена на западе Белгородского района, у истоков речки под названием Уды. Бессоновка — центр Бессоновского сельского поселения, в составе которого 6 сёл: Бессоновка, Орловка, Ближнее, Солохи, Николаевка, Чайки и 2 хутора: Быстрый и Хвостовка. Бессоновка находится в двенадцати километрах от железнодорожной станции Толоконное и в 30-и км. от города Белгорода. Асфальтированные дороги от села Бессоновки расходятся в сторону г. Белгорода, посёлка Борисовка и посёлка Томаровка Яковлевского района. Площадь села составляет 696 га. Координаты села: 36° 18’ в. д. и 50° 28’ с. ш.

### Геология
Территория села располагается на юго-западных склонах Среднерусской возвышенности Восточно-Европейской равнины, которая имеет платформенное строение. Древняя Русская платформа имеет двухуровневое строение. Основание её сложено кристаллическими породами магматического и метаморфического происхождения докембрийского возраста, залегающих на глубине 200—250 м от поверхности. Верхний же слой представлен огромной толщей осадочных пород: известняками, мелом, глинами и песчаником. Рельеф представляет собой холмистую равнину с перепадами высот до 50 м. Здесь встречаются формы рельефа: долины рек, междуречья, холмы, овраги, балки.
В окрестностях села ведётся добыча огнеупорных глин для производства кирпича и строительного песка.

### Климат
Село лежит в умеренном климатическом поясе, в умеренно континентальном типе климата. Угол падения солнечных лучей данной местности колеблется от 63° в июне до 16° в декабре. Средняя температура в июле +22°-+23°, а в январе от −8° до −9°. Среднегодовое количество осадков бывает от 500 мм до 600 мм. Коэффициент увлажнения близок к единице.
Многолетние наблюдения за погодой позволяют сделать вывод о частой смене циклональных и антициклональных погодных условий; особенно часто происходящих в переходные сезоны года (весна и осень). Очень неустойчивой в последние десятилетия стала и зима: морозные типы погоды сменяются оттепелями с мокрым снегом и даже дождём.
Господствующие западные ветры, приносящие циклоны с Атлантического океана, чаще всего и бывают виновниками такой погодной неустойчивости.

### Гидрология
Село Бессоновка расположено в бассейне Дона, так как раскинулось по обе стороны речки Уды притока Северского Донца, который в свою очередь впадает в реку Дон. Речка Уды берёт своё начало в северной части села из родников Партизанского пруда и медленно протекая, движется на юг.
Вся река перекрыта плотинами. Весной уровень воды в ней поднимается и заливает пойму, а к лету река мелеет. Осенью часть воды из прудов спускают, чтобы по весне не было очень высокого половодья. Зимой (с октября — ноября) Уды покрывается льдом, в очень суровые зимы она промерзает до дна. Берега реки поросли рогозом и камышом, а также кустарником и деревьями: ивой, вербой, клёном и другими. В ней обитают различные виды рыб, раки, беззубки и даже ондатры. Весной на гнездовье сюда прилетают дикие утки, речные чайки, иногда на отдых останавливаются лебеди.
Речная вода используется для орошения полей, огородов.
Берега реки в некоторых местах заболочены. Недалеко от села есть озеро Угрим.
Местность богата подземными водами, расположенными на глубине 15-20 метров и межпластовыми на глубине 28-45 метров. Эти воды используются для питья и бытовых нужд. В селе много колодцев и скважин.

### Почвы
Сельскохозяйственные угодья в нашей местности составляют 1332,79га, из них пашня — 627,72га.
Вокруг села все земли обрабатываются. Содержание гумуса в чернозёмах 12 — 26 %.

### Флора
Природная зона, в которой находится село Бессоновка, называется зоной лесостепей. Все открытые пространства, в прошлом занятые степной — травянистой растительностью давно распаханы, и на их месте раскинулись бескрайние поля пшеницы, ячменя, гороха, кукурузы, подсолнечника, свёклы сахарной и кормовой, сеяных трав. «Дикая» же травянистая растительность представлена тимофеевкой, спорышом, крапивой, горечавкой, типчаком, полынью и т. д., но встречается она только по балкам и неудобьям.
Село окружают три лесных массива: Орловский, Довжик, Угримский. Леса эти по площади небольшие, состоят из естественно произрастающих лиственных пород (клён, берёза, ясень, дуб, дикая груша и яблоня, бересклет, орешник) и искусственно посаженных хвойных пород (сосна и ель).
По границам полей насажены лесопосадки из тополя, клёна и других пород деревьев.

### Фауна
Много птиц: воробьи, синицы, вороны, сороки, голуби, ласточки, дятлы, сойки и другие. Есть хищные птицы: коршуны, ястребы, сычи, совы и другие. Водоплавающие птицы: дикие утки и гуси, речные чайки. В лесах распространены зайцы, лисы, ежи; встречаются дикие кабаны, косули, лоси и волки.

## Население
| 2002 | 2010  |
| ---- | ----- |
| 3024 | ↗3065 |

## Инфраструктура
Дом культуры, детская школа искусств, детский сад, средняя общеобразовательная школа, дворец молодёжи, спортивный комплекс.
В селе расположены производственные постройки, торговые предприятия, социально — культурные учреждения.

## Достопримечательности
В парковой зоне располагается оригинальная стела «Летящие журавли», как вечная память солдатам, погибшим в Великую Отечественную войну при освобождении села.
В Бессоновке умер Юрий Борисович Левитан, диктор, Народный артист СССР. 
В здании, где раньше находилось правление колхоза, в 2017 году открылся мемориальный комплекс-музей дважды Героя Соцтруда Василия Горина, руководившего колхозом 55 лет. Музей, в котором рабочий кабинет В. Я. Горина стал музейной комнатой, рассказывает об истории села и вехах жизни почётного гражданина Белгородской области.

Известные жители
Мисик, Владимир Юрьевич украинский политик и предприниматель.
Озеров, Алексей Фёдорович - помещик села Бессоновка.
Йост, Александр Иванович - владелец имения в Бессоновке, управляющий поэта Фета. 
Спиридов, Алексей Андреевич -Кригскомиссар, помещик Бессоновки http://old-kursk.ru/book/slovohotov/st1909173.html
Апушкин, Никифор  -Кригскомиссар, помещик Бессоновки http://old-kursk.ru/book/slovohotov/st1909172.html
Арапов Абрам Христофорович - белгородский губернатор, помещик села Бессоновки. http://old-kursk.ru/book/slovohotov/st191226.html